# 莱拉·本·阿里
莱拉·本·阿里（阿拉伯语：‎，1956年10月24日—）本名莱拉·特拉贝尔西，是突尼斯共和国前总统本·阿里的夫人。
莱拉出身贫寒，在嫁给本·阿里之前是个理发师。成为突尼斯第一夫人之后，莱拉把自己塑造成阿拉伯世界最进步的女性政治人物，提倡女权、主持慈善基金。同时利用裙带关系，挪用国家财富，其家族遍布突尼斯各大垄断行业，包括银行、民航、交通、媒体及零售业，被称为“阿拉伯世界的伊梅尔达·马科斯”。2011年突尼斯爆发茉莉花革命，莱拉携带突尼斯中央银行的1.5吨黄金出境， 同年6月20日突尼斯首都一家法庭以挪用公款罪缺席判处莱拉与丈夫本·阿里35年徒刑。